# 瘦螯束腰蟹
瘦螯束腰蟹（学名：Somanniathelphusa araeochela）为束腹蟹科束腰蟹属的动物。在中国大陆，分布于广西等地，多栖息于溪流旁泥洞中。其生存的海拔上限为500米。